# 1601 au théâtre
| Années du théâtre : 1598 - 1599 - 1600 - 1601 - 1602 - 1603 - 1604    |
| Décennies du théâtre : 1570 - 1580 - 1590 - 1600 - 1610 - 1620 - 1630 |

## Événements
- septembre : mort à Stratford-upon-Avon de John Shakespeare, père du dramaturge anglais William Shakespeare.

## Pièces de théâtre publiées

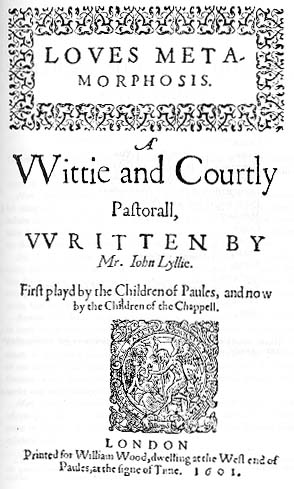
Page de titre de Love's Metamorphosis de John Lyly.

- John Lyly, Love's Metamorphosis [Métamorphose de l'amour], pièce pastorale, Londres, Simon Stafford pour William Wood, 46 p.
- John Marston, Jack Drum's Entertainment (en). Or, The Comedie of Pasquill and Katherine, Londres, Thomas Creede pour Richard Olive, 72 p.
- Antoine de Montchrestien, Les Tragédies, Rouen, Jean Petit (Lire sur Gallica)

l'édition comprend : L’Écossaise, ou le désastre (sur la mort de Marie Stuart), La Carthaginoise, ou la liberté, Les Lacènes, ou la constance, David, ou l'adultère, Aman, ou la vanité, Suzanne, ou la chasteté.

## Pièces de théâtre représentées
- Date précise non connue :
  - Lewis Machin et Gervase Markham, The Dumb Knight, comédie, Londres, Whitefriars Theatre.
  - Ben Jonson, Le Poétereau (en anglais : The Poetaster), comédie satirique, Londres.
  - Samuel Rowley et William Borne, Judas, vendue 5 livres en décembre à Philip Henslowe (texte perdu).

## Naissances
- 22 août : Georges de Scudéry, romancier, dramaturge et poète français, mort le 14 mai 1667.
- Date précise non connue :
  - André Boyron, dit André baron ou Baron père, acteur français, mort en octobre 1665.
  - François L'Hermite, dit Tristan L'Hermite, poète, dramaturge et romancier français, mort le 7 septembre 1655.
- Vers 1601 : 
  - André Mareschal, poète et auteur de théâtre français, mort vers 1648.

## Décès
- Date précise non connue :
  - Cesare Caporali, poète et auteur dramatique italien, né le 20 juin 1531.